# پل کولاک
پل کولاک (ارمنی: Պոլ Կուլակ؛ فرانسوی: Paul Koulak‎؛ ۲۷ مارس ۱۹۴۳ – ۲۸ ژوئن ۲۰۲۱) آهنگساز، موسیقی‌دان ارمنی‌تبار اهل فرانسه بود.

## زندگی‌نامه
وی با نام اصلی (فرانسوی: Paul Koulaksezian‎) در ۲۷ مارس ۱۹۴۳ در سن-شامون به دنیا آمد و از اکول نورمال موسیقی پاریس و کنسرواتوار پاریس فارغ‌التحصیل گشت.  وی در ۲۸ ژوئن ۲۰۲۱ در سن ۷۸ سالگی در ایسی-له-مولینو درگذشت.